# لولیتاخوانی در تهران
لولیتاخوانی در تهران (انگلیسی: Reading Lolita in Tehran) کتابی است که آذر نفیسی استاد دانشگاه و نویسندهٔ ایرانی آن را نوشته‌ است. انتشارات راندوم‌هاوس در سال ۲۰۰۳ میلادی، این کتاب را در آمریکا و به زبان انگلیسی چاپ کرد. کتاب لولیتا خوانی در تهران یکی از پرفروش‌ترین کتاب‌های دههٔ معاصر ایالات متحده است. کتاب نامبرده چندین سال در فهرست پرفروش‌ترین‌های نیویورک تایمز قرار گرفت و تاکنون نیز به ۳۲ زبان دنیا ترجمه شده‌ است.

## معنی واژهٔ لولیتا
«لولیتا» (Loulitta) در زبان انگلیسی باستان به معنی عروسک است. و در زبان روزمره نیز به دختر جوانی گفته می‌شود که ظاهری بسیار جنسی یا رفتاری بسیار جنسی گونه دارد.

## موضوع کتاب
موضوع اصلی کتاب، روایت خاطرات آذر نفیسی از روزهای انقلاب فرهنگی در ایران و اخراج استادان زن از دانشگاه‌ها در سال‌های نخست انقلاب ۱۳۵۷ ایران است. او در پی تعطیلی کلاس تدریس زبان انگلیسی‌اش در دانشگاه تهران، با درخواست تعدادی از دانشجویان سابقش اقدام به برگزاری کلاس‌هایی خصوصی برای آنها کرده و در این کلاس‌ها، به تدریس دروس تعطیل شده و بازخوانی رمان‌های مشهور انگلیسی را می‌کند.
نویسنده به بیان تاریخ زندگی خود از قبل انقلاب و زمان دانشجویی‌اش در آمریکا، فعالیت در کنفدراسیون دانشجویی، سپس شرکت در انقلاب و پیروزی انقلاب اسلامی، درگیری‌ها بر سر حجاب، انقلاب فرهنگی، جنگ ایران و عراق، درگذشت سید روح‌الله خمینی و دیگر موضوعات تاریخی از دیدگاه شخصی خود و در کنار آن نقد ادبی رمان‌ها در زمان‌های مختلف می‌پردازد. نفیسی در بیان تاریخ زندگی خود و تاریخ معاصر ایران، اقدام به نقد دائم جمهوری اسلامی و مخالفت با نظرات سید روح‌الله خمینی می‌کند.
لولیتاخوانی در تهران به چهار بخش اصلی تقسیم شده‌است که از این قرارند:
1. لولیتا (پرسوناژ رمان لولیتا اثر ولادیمیر نابوکوف)؛
2. گتسبی (پرسوناژ رمان گتسبی بزرگ اثر اسکات فیتزجرالد)؛
3. جیمز (هنری جیمز، نویسندهٔ مشهور آمریکایی)؛
4. آستن (جین آستن، نویسندهٔ مشهور انگلیسی).